# Phaedrotoma mirabunda
Phaedrotoma mirabunda är en stekelart som först beskrevs av Papp 1982.  Phaedrotoma mirabunda ingår i släktet Phaedrotoma och familjen bracksteklar. Inga underarter finns listade i Catalogue of Life.